# Kapelle der Versöhnung (Band)
Die Kapelle der Versöhnung ist eine von Rainald Grebe gegründete Kabarettband, in deren Musik auch Volksmusik- und Rockmusikelemente zu finden sind. Da alle Texte von Grebe verfasst werden, sind sie seinen Einzelproduktionen im Stil sehr ähnlich; allerdings weisen sie eine größere musikalische Vielfalt auf, schon allein durch den Einsatz von mindestens drei Instrumenten. Teilweise entstanden auch Instrumentalversionen von bekannten Liedern Grebes, so z. B. von Brandenburg. Im Jahr 2010 erweiterte Grebe die Kapelle um weitere Musiker, darunter Buddy Casino und ein Streichquartett, zum Orchester der Versöhnung.

Orchester der Versöhnung beim Zelt-Musik-Festival 2014
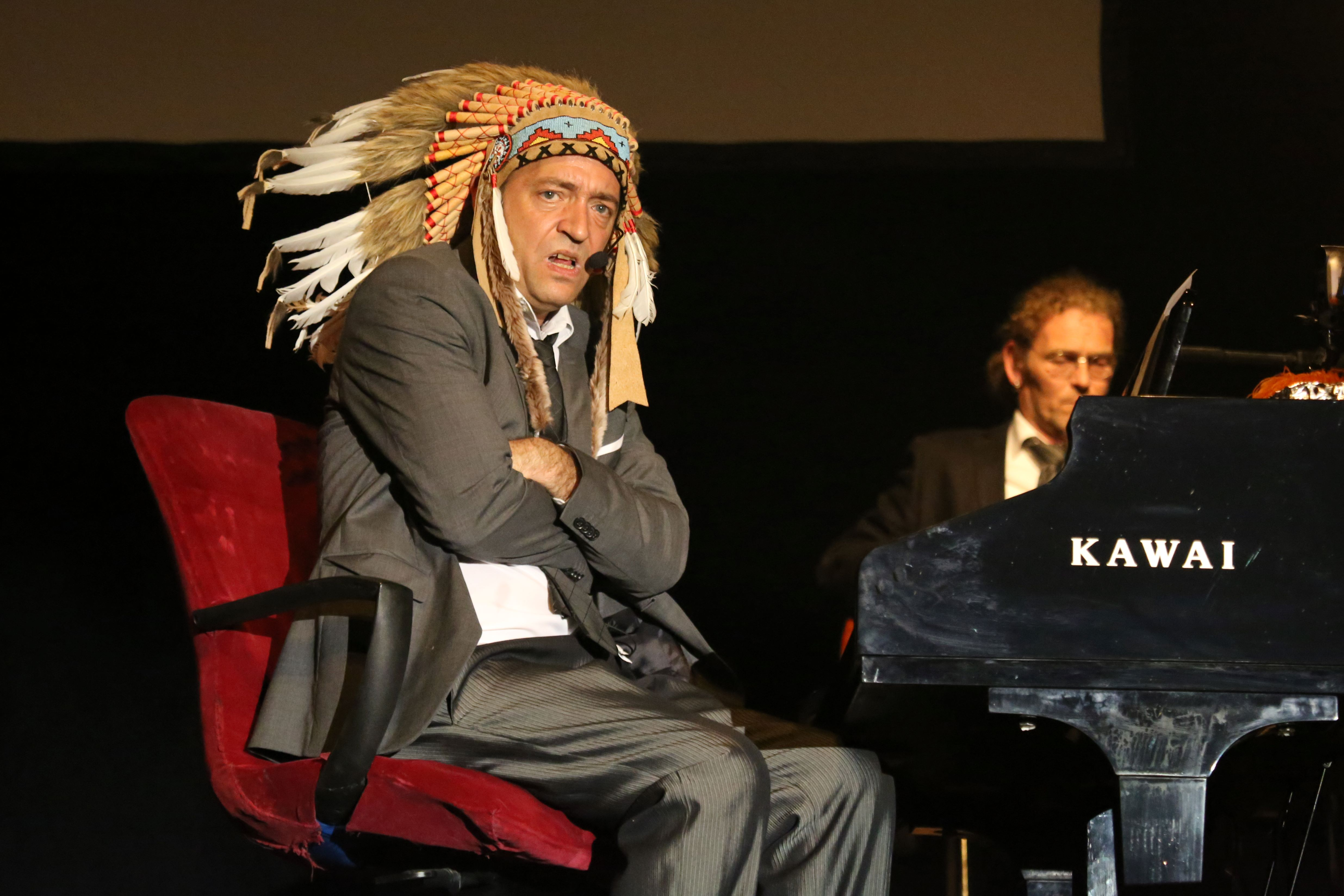
Rainald Grebe
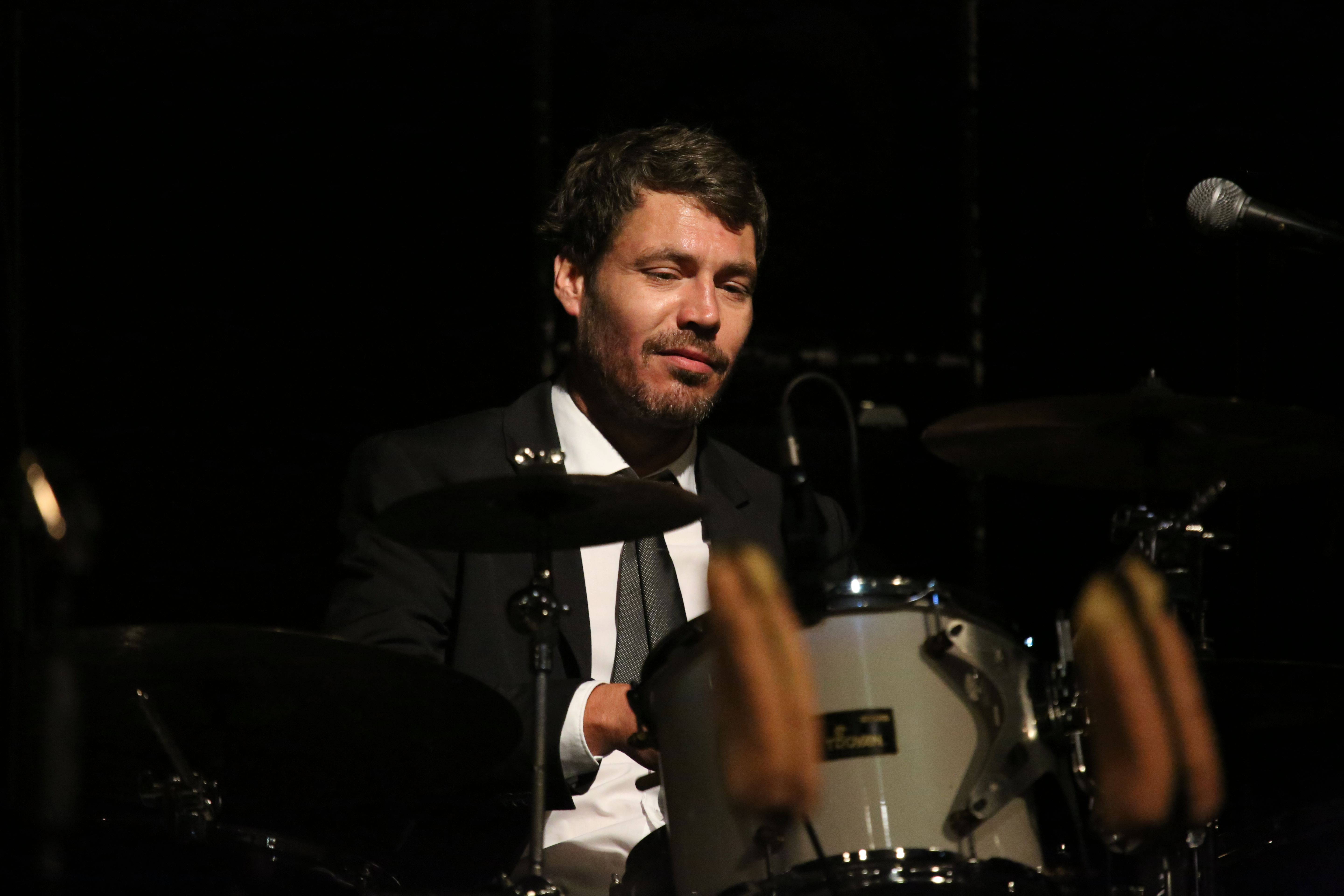
Martin Brauer
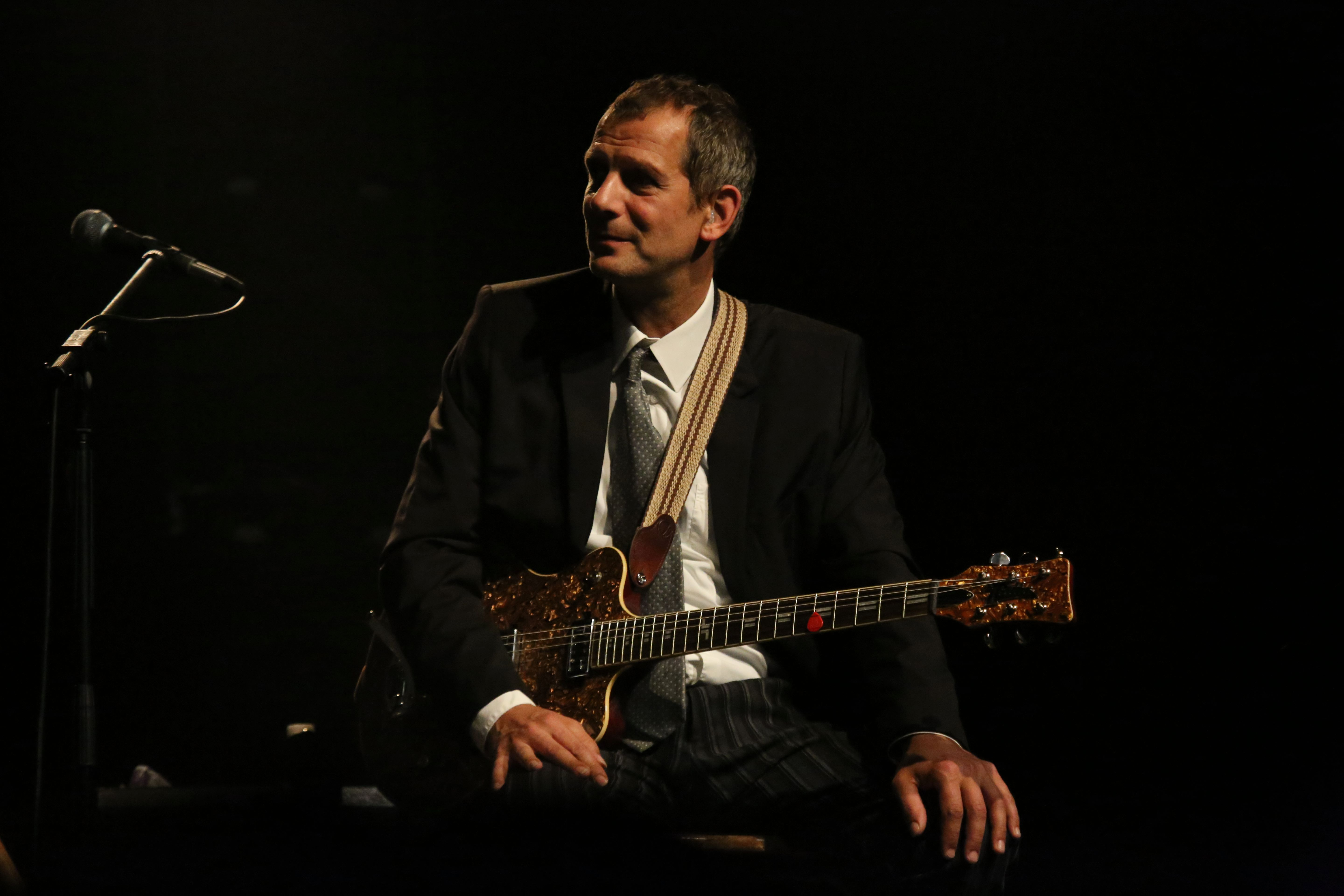
Marcus Baumgart
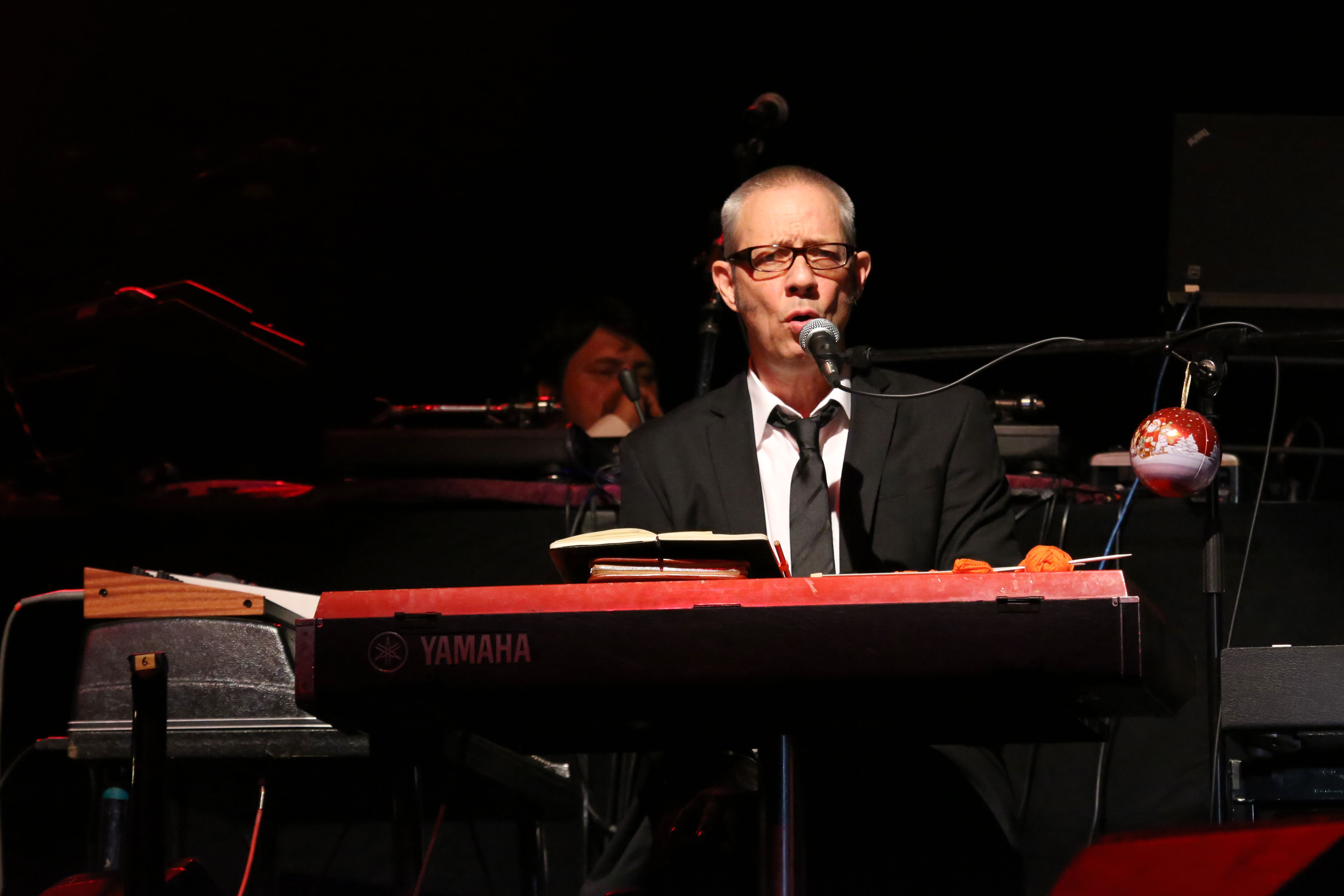
Buddy Casino

## Diskografie

### Studioalben
- 2005: Rainald Grebe & die Kapelle der Versöhnung (ISBN 3-86604-264-7)
- 2007: Volksmusik
- 2011: Zurück zur Natur
- 2014: Berliner Republik
- 2019: Albanien

### Livealben
- 2008: 1968 (Live aus dem TIPI Zelt am Kanzleramt/Berlin)